# Bertilde
Bertilde (en francés, Berchilde o Bertechildis) fue la esposa del rey franco Dagoberto I, que vivió en el siglo VII. Probablemente fuera la tercera esposa o, al menos, su tercera reina, después de Nantilde y Wulfegunda, según Fredegario.

## Biografía
Nada se sabe de ella, habiendo de ella sólo una mención en la Crónica de Fredegario: 

Entregado sin medida al exceso, él [Dagoberto] tuvo, como Salomón, tres reinas y una multitud de concubinas. Sus reinas fueron Nantilde, Wulfegunda y Bertilde. No de preocupo de incluir en esta crónica el nombre de sus concubinas, ya que son tantas

.